# Turen til Squashland
Turen til Squashland er en animationsfilm instrueret af Lars von Trier, der også skrev manuskriptet. Lars von Trier (på daværende tidspunkt Lars Trier) var ved filmens indspilning ca. 8 år gammel. 